# JackBoys (album)
JackBoys è un album compilation dell'omonimo collettivo musicale e del rapper statunitense Travis Scott, pubblicato il 27 dicembre 2019 dalla Epic e Cactus Jack.

## Antefatti
Successivamente alla pubblicazione del terzo album in studio di Scott, Astroworld, i rapper statunitensi Sheck Wes e Don Toliver hanno iniziato ad ottenere popolarità dopo la loro apparizione nell'album. La canzone di Wes, ovvero Mo Bamba, è diventata virale nel 2018, mentre la canzone di Toliver, No Idea, ha avuto un successo virale su TikTok nel 2019.
Il 29 novembre 2019, Scott ha messo in vendita del merchandising dei JackBoys sul proprio sito web, includendo il preordine di un album digitale per soli $10. Il 24 dicembre, Scott ha rivelato sul proprio profilo Twitter che la pubblicazione dell'album sarebbe avvenuta nell'arco di una settimana. Il 26 dicembre, un giorno prima che l'album fosse uscito, la copertina è stata pubblicata, insieme alla fuoriuscita dei titoli dei brani su Shazam.

## Accoglienza
| Recensione | Giudizio |
| ---------- | -------- |
| AllMusic   |          |
| Clash      | 7/10     |
| Exclaim!   | 6/10     |
| Pitchfork  | 5,9/10   |

JackBoys ha ricevuto recensioni perlopiù positive da parte della critica specializzata. Secondo l'aggregatore di recensioni Metacritic, il disco possiede un punteggio di 63 su 100 basato su cinque recensioni.

## Tracce
1. Travis Scott – Highest in the Room (Remix) (feat. Rosalía & Lil Baby) – 4:05 (Jacques Webster, Rosalía Tobella, Dominique Jones, Ozan Yildrim, Nik Frascona, Michael Dean)
2. JackBoys – 0:47 (Jacques Webster, Michael Dean, WondaGurl, Ebony Oshunrinde)
3. Sheck Wes, Luxury Tax e Don Toliver – Gang Gang – 4:05 (Jacques Webster, Khadimou Fall, Caleb Toliver, Lawrence Taylor, Ebony Oshunrinde, Ugur Tig)
4. Don Toliver – Had Enough (feat. Quavo & Offset) – 2:37 (Jacques Webster, Bryan Simmons, Leon Michels, Quavious Marshall, Kiari Cephus, Jimmy Lepe)
5. Out West (feat. Young Thug) – 2:38 (Jacques Webster, Ty-Ron Douglas, Jason Baker, Jeffery Williams)
6. What to Do? (feat. Don Toliver) – 4:10 (Jacques Webster, Toliver, James Cyr, Julius-Alexander Brown, Niv Kalisky, Michael Dean, Sarah Schachner)
7. Gatti (con Pop Smoke e Travis Scott) – 3:01 (Jacques Webster, Bashar Jackson, Andre LoBlack, Abdul-aziz Yusuf, Michael Dean)

## Formazione
- David Rodriguez – registrazione (traccia 1)
- Travis Scott – registrazione (tracce 3, 5 e 6)
- Rob Bisel – registrazione (tracce 3 e 6)
- Flo – registrazione (traccia 5)
- Derek Anderson – registrazione (traccia 6)
- Nate Alford – registrazione (traccia 7)
- Colton Eatmon – assistenza all'ingegneria del suono (traccia 4)
- Trevor Coulter – assistenza all'ingegneria del suono (traccia 4)
- Jon Sher – assistenza all'ingegneria del suono (tracce 1 e 3)
- Josh Harris – assistenza all'ingegneria del suono (traccia 1)
- Sean Solymar – assistenza all'ingegneria del suono (tracce 1 e 7)
- Jimmy Cash – assistenza all'ingegneria del suono (tracce 1, 3 e 7)
- Shawn Morenberg – assistenza all'ingegneria del suono (traccia 4)
- Mike Dean – missaggio, mastering

## Successo commerciale
JackBoys ha debuttato in cima alla Billboard 200 statunitense con 154 000 unità vendute nella sua prima settimana. Di queste, 79 000 sono vendite pure. È il secondo album di Travis Scott a debuttare al picco della classifica, dopo Astroworld, pubblicato nel 2018.

## Classifiche

### Classifiche settimanali
| Classifica (2020) | Posizione massima |
| ----------------- | ----------------- |
| Australia         | 5                 |
| Austria           | 5                 |
| Belgio (Fiandre)  | 19                |
| Belgio (Vallonia) | 33                |
| Canada            | 1                 |
| Danimarca         | 6                 |
| Estonia           | 1                 |
| Finlandia         | 8                 |
| Francia           | 34                |
| Germania          | 25                |
| Islanda           | 1                 |
| Italia            | 21                |
| Lettonia          | 9                 |
| Lituania          | 1                 |
| Norvegia          | 1                 |
| Nuova Zelanda     | 5                 |
| Stati Uniti       | 1                 |
| Svezia            | 10                |
| Svizzera          | 6                 |

### Classifiche di fine anno
| Classifica (2020) | Posizione |
| ----------------- | --------- |
| Belgio (Fiandre)  | 98        |
| Belgio (Vallonia) | 162       |
| Canada            | 31        |
| Francia           | 149       |
| Stati Uniti       | 39        |
| Classifica (2021) | Posizione |
| Islanda           | 85        |